# Timochares
Timochares es un género de lepidópteros ditrisios de la subfamilia Pyrginae  dentro de la familia Hesperiidae.

## Especies
- Timochares runia Evans, 1953
- Timochares ruptifasciatus (Plötz, 1884)
- Timochares trifasciata (Hewitson, 1868)